# Luc Beauséjour
Luc Beauséjour, né à Rawdon le 26 mars 1958, est un claveciniste, organiste et chambriste québécois.

## Biographie
Il étudie le piano dès l'âge de cinq ans et se passionne pour le clavecin lors d'un camp d'été à l'âge de onze ans. Il entre au Conservatoire de musique de Montréal et étudie l'orgue avec Bernard Lagacé et le clavecin avec Mireille Lagacé. Il prolonge ses études en 1983-1984 à Amsterdam auprès de Ton Koopman et, l'année suivante, auprès de Kenneth Gilbert à Strasbourg. En 1985, il reçoit le prestigieux Erwin Bodky Award de la fondation américaine Cambridge Society for Early Music. Il étudie également le clavecin à l'Université de Montréal avec Réjean Poirier où il obtient un doctorat en interprétation.
Dans les années 1990, il donne des récitals dans festivals nationaux (Festival de Lanaudière) et internationaux (Festival d'Ambronay, Printemps de Bourges) et enregistre pour les labels Analekta, Naxos et SRC, notamment les sonates pour violon et clavecin de Jean-Sébastien Bach avec le violoniste canadien James Ehnes.
En 1994, il fonde Clavecin en Concert, organisme voué à la présentation de concerts de musique baroque, dont il est le directeur artistique depuis.
En 2003, il est consacré «Interprète de l'année» par le Conseil québécois de la musique.
Il a enseigné au Cégep de Saint-Laurent jusqu'en 2022 et à l'Université de Montréal jusqu'en 2023, mais il poursuit encore ses activités au Conservatoire de musique de Montréal.

## Discographie
- 1995 : Forqueray, Suites no 1, 3 & 5 ; Naxos (8.553407)
- 1995 : Boismortier, Six sonates pour flûte et clavecin, op. 91 ; Analekta
- 1995 : Bach, Concerto italien & Fantaisies pour clavecin, avec Claire Guimond ; Analekta (FL 2 3008)
- 1995 : Scarlatti, Domenico, 18 sonates pour clavecin : K. 1, 23, 87, 141, 159, 162, 201, 203, 296, 429, 444, 481, 487, 531, 544, 545, 554 et 555 - clavecin Yves Beaupré 1985, d'après Gräbner le jeune 1774 (août 1993, Analekta FL 2 3041 / Atma)[3] (OCLC 1033483444 et 222267229)
- 1996 : Dietrich Buxtehude et l'École d'orgue de l'Allemagne de Nord, Analekta (Fl 23063)
- 1996 : Kuhnau, Sonates bibliques ; clavecin et orgue, Les disques SRC (MVCD 1086)
- 1996 : Bach, Le Petit Livre d'Anna Magdalena Bach (extraits ; avec Karina Gauvin et Sergei Istomin ; Analekta (AN 2 2012)
- 1997 : Bach, Goldberg variations : Analekta (FL 2 3132)
- 1999 : Fischer, Musical Parnassus; vol. 1 : Naxos (8.554218)
- 2000 : Œuvres célèbres pour clavecin, Analekta (FL 2 3121)
- 2001 : Bach, Concerto for two harpsichords : avec Arion Orchestre Baroque, Jaap ter Linden et le claveciniste Hank Knox ; Early Music (EMCCD 7753)
- 2002 : Forqueray, Suites no 2 & 4 ; Naxos (8.553717)
- 2002 : Telemann, Six concertos pour flûte et clavecin, avec Claire Guimond, flûte; Early Music (EMCCD 7755)
- 2002 : Handel, Cantates italiennes; avec Marie-Nicole Lemieux, contalto, Marie-Céline Labbé et Amanda Keesmaat; Analekta (FL 2 3161)
- 2003 : Scarlatti, Sonates pour clavecin, vol 2 : K. 2, 9, 30, 33, 34, 69, 113, 132, 133, 308, 322, 323, 335, 336, 380, 435, 474 et 517 (2-4 juillet 2002, Analekta FL 2 3163)[4] (OCLC 991062853)
- 2003 : Albinoni, Bach, Haendel, Purcell, Stölzer, Baroque Transcriptions : trompette et orgue ; avec Paul Merkelo et Amanda Keesmaat, Analekta (AN 2 9812)
- 2005 : Fischer, Musical Parnassus; vol. 2 : Naxos (8.554446)
- 2005 : Bach, Sonates pour violin et clavecin ;vol. 1; avec James Ehnes, violon ; Analekta (2-9829)
- 2006 : Bach, Sonates pour violin et clavecin ;vol. 2; avec James Ehnes, violon ; Analekta (2-9830)
- 2006 : Boismortier, Dieupart, Duphly, Leclair, Musique française à deux clavecins ; avec Hervé Niquet ; Analekta (FL 23079)
- 2007 : Mondonville, Pièces de clavecin avec voix ou violon, opus 5 ; avec Shannon Mercer et Hélène Plouffe ; Analekta (AN 2 9920)
- 2007 : Bach, Well Tempered Clavier: Book 1; vol. 1 : Naxos (8.557625-26)
- 2008 : Bach et le temps liturgique; avec Shannon Mercer, Nicole Trotier, Washington McClain, Amanda Keesmaat; Analekta (AN 2 9907)
- 2009 : Rameau, Telemann, Blavet, Forqueray, Concerts parisiens à l'époque de Louis XV : avec Juan Manuel Quintana, Hélène Plouffe et Jeay Grégoire ; Analekta (AN 2 9928)
- 2011 : Couperin et autres compositeurs, L'Orgue en Nouvelle-France ; avec Chantal Rémillard, Jeay Grégoire et Mathieu Lussier ; Analekta (AN 6 1008)
- 2011 : Bach, Œuvres célèbres au clavecin à pédalier ; Analekta (AN 2 9970)
- 2013 : Couperin, Concerts royaux ; avec Chantal Rémillard, Grégoire Jeay, Mathieu Lussier, Margaret Little, Mathhew Jennejohn ; Analekta (AN 2 9993)
- 2013 : Rameau, Les Amants trahis, avec Philippe Sly, baryton-basse; Hélène Guilmette, soprano; Analekta (AN 29991)
- 2014 : Handel & Porpora: The London Years, avec Clavecin en Concert; Julie Boulianne, soprano; Analekta (AN 28764)
- 2015 : Bach, Krebs, Abel, Pères et Fils: Musique du cercle de Johann Sebastian Bach à Leipzig; Helen Callus, soprano; Analekta (AN 29879)
- 2015 : Bach, Well Tempered Clavier: Book 2; vol. 2; Naxos (8.570564-65)
- 2016 : Moments baroques au piano; Analekta (AN 29128)
- 2017 : Handel, Vivaldi : Arias; avec Clavecin en concert; Julie Bouliane, soprano; Analekta (AN 28780)
- 2017 : Anthologie; 3 CD; Analekta (29156-8)
- 2020 : Flûte passion: Bach; Nadia Labrie, flûte; Camille Paquette-Roy, violoncelle; Analekta (AN 28921)
- 2020 : Rameau, Couperin, Daquin, Le Rappel des oiseaux; Analekta (AN 28797)
- 2021 : Nouveaux moments baroques; Analekta (AN 28919)
- 2021 : Bach: Trio Sonatas, BWV 525-527 for Harpsichord, Marimba & Cello ; avec Luc Beauséjour et Stick&Bow; Analekta
- 2022 : Mozart au pianoforte: Sonates et Fantaisie; Analekta (AN 28931)
- 2025 : Bach, un itinéraire; ATMA (ACD2 2912)